# Мария Женет
Мария Женет (на испански: Maria Jeunet) е псевдоним на испанската диетоложка, журналистка и писателка Мария Астудило Монтеро, авторка на произведения в жанра драма и любовен роман.

## Биография и творчество
Мария Астудило е родена през 1983 г. в Саламанка, Испания. Завършва специалност хранене и подготовка на диети в университета Комплутенсе и биология в университета на Саламанка. След завършване на колежа основава със съпруга си собствена клиника за диетично лечение.
През 2013 г. решава да опита да напише роман. Използва псевдонима Мария Женет, за да отдели литературната си дейност от работата си.
Първия си роман „Las hojas de Julia“ (Листата на Джулия) издава самостоятелно през 2013 г. на платформата на „Амазон“. Той става популярен в социалните мрежи и се радва на много положителни читателски отзиви. Вторият ѝ роман, „La foto de Nora“ (Снимката на Нора) е своеобразно продължение на първия и също има голям успех. Избрана е от читателите и критиците за „Литературно откритие 2014“.
В периода 2016 – 2017 г. е колумнист в неделното издание на вестник „El Día de Salamanca“, където пише за книги, литература и опит в издателския свят.
Тя е член и сътрудник на Испанското общество по диабет и Испанското дружество по хранителни науки.
Мария Астудило живее със семейството си в Саламанка.

## Произведения

### Самостоятелни романи
- Las hojas de Julia (2013)
- La foto de Nora (2014)
- El nombre propio de la felicidad (2016)
Малкото име на щастието, изд.: ИК „Хермес“, Пловдив (2017), прев. Весела Чергова
- Lo que esconde un penique (2019)

### Като Мария Астудило
- La dieta ALEA: alimentación ligera, equilibrada y adaptada a ti (2015) – с Роберто Кабо и Рубен Перес
- Adelgaza por fin con la dieta ALEA (2018) – с Роберто Кабо